# (18596) Superbus
(18596) Superbus est un astéroïde de la ceinture principale.

## Description
(18596) Superbus est un astéroïde de la ceinture principale. Il fut découvert à Vincenzo Silvano Casulli le 21 janvier 1998 à Colleverde di Guidonia. Il présente une orbite caractérisée par un demi-grand axe de 2,37 UA, une excentricité de 0,114 et une inclinaison de 3,34° par rapport à l'écliptique.
Il fut nommé en hommage au 7e et dernier roi de Rome Tarquin le Superbe, Lucius Tarquinius Superbus en latin, qui régna de 534 à 509 av. J.-C. et mourut en 495 av. J.-C.

## Compléments